# Majangir (Sprache)
Majangir wird in Äthiopien von dem gleichnamigen Volk gesprochen und gehört zur Gruppe der Surmischen Sprachen, jedoch ist sie von anderen Sprachen dieser Gruppe weitgehend isoliert. Eine Sprachumfrage hat gezeigt, dass es nur wenige Variationen von Dialekten gibt, welche sich kaum auf die Verständigung auswirken. Die äthiopische Volkszählung aus dem Jahre 2007 verzeichnet 6.433 Majangirsprecher, gibt jedoch auch an, dass die ethnische Gruppe der Majangir aus ungefähr 32.822 Personen bestehe. Laut dieser Volkszählung befinden sich beinahe keine Majangirsprecher in der Mezhenger-Zone der Verwaltungsregion Gambela. Insgesamt sind elf Sprecher in dieser Zone verzeichnet, aber fast 10.000 Menschen des Majangir-Volkes.

## Aussprache
|                   | Vorderzungenvokal | Zentralvokal | Hinterzungenvokal |
| ----------------- | ----------------- | ------------ | ----------------- |
| geschlossen       | i                 |              | u                 |
| halbgeschlossen   | ɪ                 |              | ʊ                 |
| mittelgeschlossen | e                 |              | o                 |
| mitteloffen       | ɛ                 |              | ɔ                 |
| offen             |                   | a            |                   |

Die Länge der Vokale ist für die Majangir-Sprache charakteristisch, daher treten alle Vokale in langen und kurzen Paaren auf, wie z. B. goopan (Strafe) und gopan (Weg). Moges argumentiert für einen zehnten Vokal, ɐ, während Bender nur sechs Vokale bestätigen konnte. Alle Autoren sind sich jedoch darüber einig, dass das Majang keine ATR-Harmonie kennt.
|                |             | Labial | Alveolar | Palatal | Velar |
| -------------- | ----------- | ------ | -------- | ------- | ----- |
| Nasal          | Nasal       | m      | n        | ɲ       | ŋ     |
| Verschlusslaut | stimmlos    | p      | t        | tʃ      | k     |
| Verschlusslaut | stimmhaft   | b      | d        | dʒ      | ɡ     |
| Implosiv       | Implosiv    | ɓ      | ɗ        |         |       |
| Flap           | Flap        |        | r        |         |       |
| Approximant    | Approximant |        | l        | j       | w     |

Außerdem unterscheiden zwei Töne die Bedeutung von Wörtern und der Grammatik: táŋ (höherer Ton) „Kuh“, tàŋ (tieferer Ton) „Abszess“.
Die Sprache beinhaltet implosive Konsonanten (bilabial und retroflex), aber keine Ejektive. Es gibt neun Vokale, bei denen auch die Länge entscheidend ist. Außerdem kann die Intonation sowohl das Wort als auch die Grammatik verändern: táŋ (hoher Ton) „Kuh“, tàŋ (tiefer Ton) „Abszess“.

## Morphologie
Die Majangir-Sprache besitzt verschiedene Kennzeichen, um drei verschiedene Vergangenheits- und zwei Zukunftsformen anzuzeigen. Des Weiteren weist die Sprache eine große Zahl an Suffixen auf, während es fast keine Präfixe gibt. Obwohl sein Gebrauch auf einige wenige Ursprünge begrenzt ist, haben wenige Wörter Überreste des archaischen Kausativpräfixes i- bewahrt – ein Präfix, das in anderen surmischen Sprachen und in der nilotischen Sprache gefunden wurde.
Das Zahlensystem ist ein modifiziertes Vigesimalsystem, basierend auf den Zahlen 5, 10 und 20. Zwanzig ist „ein ganzer Mensch“ (mit seinen zehn Fingern und Zehen), somit sind Vierzig „zwei ganze Menschen“ und Hundert sind „fünf ganze Personen“. Allerdings werden unter schulischem Einfluss und vermehrter Zweisprachigkeit für Hundert die amharischen Wörter oder die Wörter aus der Oromo-Sprache gebraucht.
Eine Unterscheidung zwischen inklusivem und exklusivem Wir, wie in benachbarten und verwandten Sprachen, findet nicht statt.

## Syntax
Die grundlegende Satzstellung von Majangir lautet Prädikat-Subjekt-Objekt, wobei zur Betonung oder Hervorhebung eine gewisse Flexibilität erlaubt ist. Weiters fällt ein häufiger Gebrauch von Relativsätzen auf, auch für Umschreibungen, für die man im Deutschen üblicherweise Adjektive verwenden würde.